# Leucandra levis
Leucandra levis är en svampdjursart som beskrevs av Poléjaeff 1883. Leucandra levis ingår i släktet Leucandra och familjen Grantiidae. Inga underarter finns listade i Catalogue of Life.